# Stazione di Jūsō
La stazione di Jūsō (十三駅?, Jūsō-eki) è una stazione delle Ferrovie Hankyū situata nel quartiere Yodogawa-ku di Osaka, in Giappone. È il nodo ferroviario principale dell'intera rete Hankyū, dal quale i treni provenienti dalla stazione di Umeda si diramano nelle principali linee di Kōbe, Takarazuka e Kyōto. Si trova a meno di 2 km dalla stazione di Umeda.
I dintorni della stazione sono famosi per i molti ristoranti, i locali notturni e gli eleganti shōtengai con i loro molti negozi. Il circondario di Jūsō si è sviluppato attorno alla stazione ed è il più vivo tra quelli del quartiere Yodogawa-ku per quanto riguarda la vita notturna.

## Struttura
La stazione comprende 2 banchine centrali ad isola e 2 laterali ad un binario per un totale di 6 binari. I due binari ad est servono la linea di Kyōto, quelli centrali la linea di Takarazuka e quelli ad ovest la linea di Kōbe. Le banchine sono collegate sia da una galleria sotterranea che da un ponte pedonale provvisto di ascensori per i passeggeri in sedia a rotelle. Le banchine sono a raso con i pavimenti dei convogli, come quelle delle metropolitane. Vi è un ingresso ad est e uno ad ovest della stazione, entrambi provvisti di biglietterie automatiche.

### Linee in transito
| 1 | ■Linea Kobe（Direzione ovest）      | Per Nishinomiya-kitaguchi・Sannomiya・Shinkaichi                |
| 2 | ■Linea Kobe（Direzione sud）        | Per Nakatsu e Umeda                                             |
| 3 | ■Linea Takarazuka（Direzione nord） | Per Toyonaka・Ishibashi・Minoo・Kawanishi-Noseguchi・Takarazuka |
| 4 | ■Linea Takarazuka（Direzione sud）  | Per Nakatsu e Umeda                                             |
| 5 | ■Linea Kyoto（Direzione est）       | Per Awaji・Ibaraki-shi・Takatsuki-shi・Katsura・Kawaramachi     |
| 6 | ■Linea Kyoto（Direzione sud）       | Per Umeda (i convogli non fermano a Nakatsu)                    |